# Russula mustelina
Russula mustelina é um fungo que pertence ao gênero de cogumelos Russula na ordem Russulales. Foi descrito cientificamente pelo sueco Elias Magnus Fries em 1838.